# Ripley's Game (pel·lícula)
Ripley's Game és una pel·lícula de thriller del 2002 dirigida per Liliana Cavani. Està adaptada de la novel·la de 1974 El joc de Ripley, la tercera de la sèrie de Patricia Highsmith sobre les aventures assassines de l'antiheroi Tom Ripley. John Malkovich interpreta a Ripley, al costat de Dougray Scott i Ray Winstone. La pel·lícula va recaptar 6,2 milions de dòlars amb un pressupost de 30 milions de dòlars, cosa que la va convertir en un fracàs de taquilla; tot i que va rebre crítiques positives. La novel·la d'Highsmith va ser adaptada prèviament el 1977 com a Der amerikanische Freund pel director Wim Wenders, protagonitzada per Dennis Hopper i Bruno Ganz.

## Argument
Tom Ripley està involucrat en un esquema de falsificació d'art a Berlín, en col·laboració amb el gàngster britànic Reeves. En descobrir que Reeves ha intentat enganyar-lo, Ripley obliga el client de Reeves a punta de pistola a donar-li els diners destinats a les falsificacions i mata el guardaespatlles de l'home. També roba l'obra d'art per ell mateix i li diu bruscament a Reeves que la seva associació s'ha acabat.
Tres anys més tard, Ripley viu en una vil·la exuberant al Veneto amb la seva dona Luisa, una clavicèmbalista. Convidat per un veí a una festa, Ripley escolta l'amfitrió, Jonathan Trevanny, insultant el seu gust i al·ludint a la seva mala reputació. Ripley s'enfronta a ell breument i després abandona la festa.
Reeves ressorgeix, per a molèstia de Ripley, demanant-li que elimini un mafiós rival. Ripley recomana Trevanny per a la feina com a venjança per la lleugera. Creient que Trevanny, un creador d'art respectuós de la llei que s'està morint de leucèmia, és un assassí, Reeves li ofereix la feina per una gran tarifa. Un Trevanny, desconcertat, es nega inicialment, però finalment accepta, per assegurar-se que la seva dona i el seu fill es proveeixen després de la seva mort. Trevanny viatja a Berlín amb el pretext de veure un especialista en leucèmia i mata el mafiós en un museu. Ell rebutja l'oferta de Reeves de encara més diners per matar un altre mafiós, aquesta vegada en un tren, però cedeix després que Reeves amenaça la seva família.
Trevanny es queda congelat al tren i contempla el suïcidi. Ripley intervé i els dos envien l'objectiu i els seus dos guardaespatlles al lavabo del tren. Junts tornen a casa, on Trevanny intenta en va persuadir la seva dona Sarah que va guanyar els diners jugant a la ruleta.
Reeves ignora les advertències de Ripley per mantenir un perfil baix, tement que la màfia busqui represàlies per l'assassinat i dedueix qui va estar implicat. Els socis dels mafiosos arriben a Itàlia buscant venjança, matant Reeves i deixant el seu cos al maleter del seu cotxe. Assalten la mansió de Ripley, però Ripley ha posat paranys a la seva casa. Amb l'ajuda de Trevanny, Ripley els mata a tots.
Ripley deixa Trevanny amb el supòsit que tots els assassins han estat enviats. Tanmateix, Trevanny torna a casa i troba dos gàngsters supervivents que mantenen captiva a Sarah. Ripley veu el cotxe dels assassins a fora entre els arbustos i torna a casa de Trevanny a temps per salvar la seva dona. Un assassí ferit dispara a Ripley, però Trevanny se sacrifica saltant davant de la bala.
Desconcertat per l'abnegació de Trevanny, Ripley intenta donar a Sarah la part del seu marit dels diners de la sang, però ella li escup a la cara. Quan deixa la Sarah, el paquet de diners encara és a terra. Aquella nit, Ripley assisteix al concert de la Luisa com si res hagués passat, però somriu breument davant el record del sacrifici de Trevanny.

## Repartiment
- John Malkovich com a Tom Ripley
- Dougray Scott com a Jonathan Trevanny
- Ray Winstone com a Reeves
- Lena Headey com Sarah Trevanny
- Chiara Caselli com a Luisa Harari
- Sam Blitz com Matthew Trevanny
- Paolo Paoloni com a Franco
- Evelina Meghnagi com a Maria
- Lutz Winde com Ernst
- Wilfred Xander com a Belinsky

## Recepció
La pel·lícula va rebre crítiques positives, amb una qualificació del 92% de "fresca" a Rotten Tomatoes, basada en 24 crítiques. El consens del lloc web diu: "Liderat per una actuació adequadament viscosa de John Malkovich, Ripley's Game dóna vida al sociòpata més venut de Patricia Highsmith". Roger Ebert va afegir Ripley's Game a la seva llista de "Grans pel·lícules", anomenant-la "la millor de les quatre" pel·lícules de Ripley que havia vist (les altres tres eren A ple sol, Der amerikanische Freund, i L'enginyós senyor Ripley). Va escriure que Malkovich és "precisament el Tom Ripley que imagino quan llegeixo les novel·les", elogiant el que va sentir com "una de les [les seves] actuacions més brillants i insidioses; un estudi sobre el mal que es burla de la delicada línia entre la crueltat i els més dèbils llamps de sentiment." Ebert va criticar la decisió de no estrenar la pel·lícula a les sales d'Amèrica del Nord, escrivint: "El fet de no projectar-la a les sales va ser un vergonyós error."
Peter Travers de Rolling Stone va donar a la pel·lícula 3,5 estrelles sobre 4, i va escriure: "John Malkovich, amb perill i encant sinistre, ofereix una de les actuacions més memorables i fascinants de l'any a Ripley's Game... Malkovich s'olia al voltant de la trama: fresc un moment, fulgurantment violent l'altre, amb una delicadesa de mestre. Highsmith va escriure cinc novel·les de Ripley, i altres actors han interpretat el paper, el més recent i més suau Matt Damon a L'enginyós senyor Ripley . Però Malkovich és propietari del paper. Interpreta per mantenir." David Rooney de Variety va escriure "L'actuació elegant i maliciosa de Malkovich dóna a Ripley's Game un centre magnètic, complementat per la direcció eficient de Liliana Cavani i un ambient retro agradable que recorda els thrillers britànics de la Guerra Freda dels anys 60. Malgrat alguns trams per a vianants i un acte final que podria ser més ajustat, aquest és un entreteniment per adults amb suspens que hauria de trobar un públic receptiu."
Altres crítics van ser menys favorables, com Peter Bradshaw de The Guardian, que va donar a la pel·lícula dues estrelles de cinc. Alguns crítics van comparar la pel·lícula desfavorablement amb l'adaptació de Wim Wenders' de 1977, Der amerikanische Freund. Nathan Rabin de A.V. Club va escriure "Ripley's Game està fatalment mancat de la humanitat retorta i desesperada que va fer que Wenders prengués el mateix material tan inquietantment tràgic. Com el criminal internacional suaument genèric de Malkovich, tot és artesania i sense ànima, amb un funcionament complex i profund. com a dany col·lateral per la seva mecànica de thriller elegant." Neil Young's Film Lounge va donar a Ripley's Game una puntuació de 6 sobre 10 , anomenant la pel·lícula una adaptació "en gran part sense inspiració" d'un director "de vianants". Aquest crític es va referir a Der amerikanische Freund com a "brillant" en comparació, sentint que "qualsevol espectador que sigui un fan de Highsmith i/o L’amic americà tindrà grans problemes amb aquesta versió."